# Barbara Junge (Journalistin)

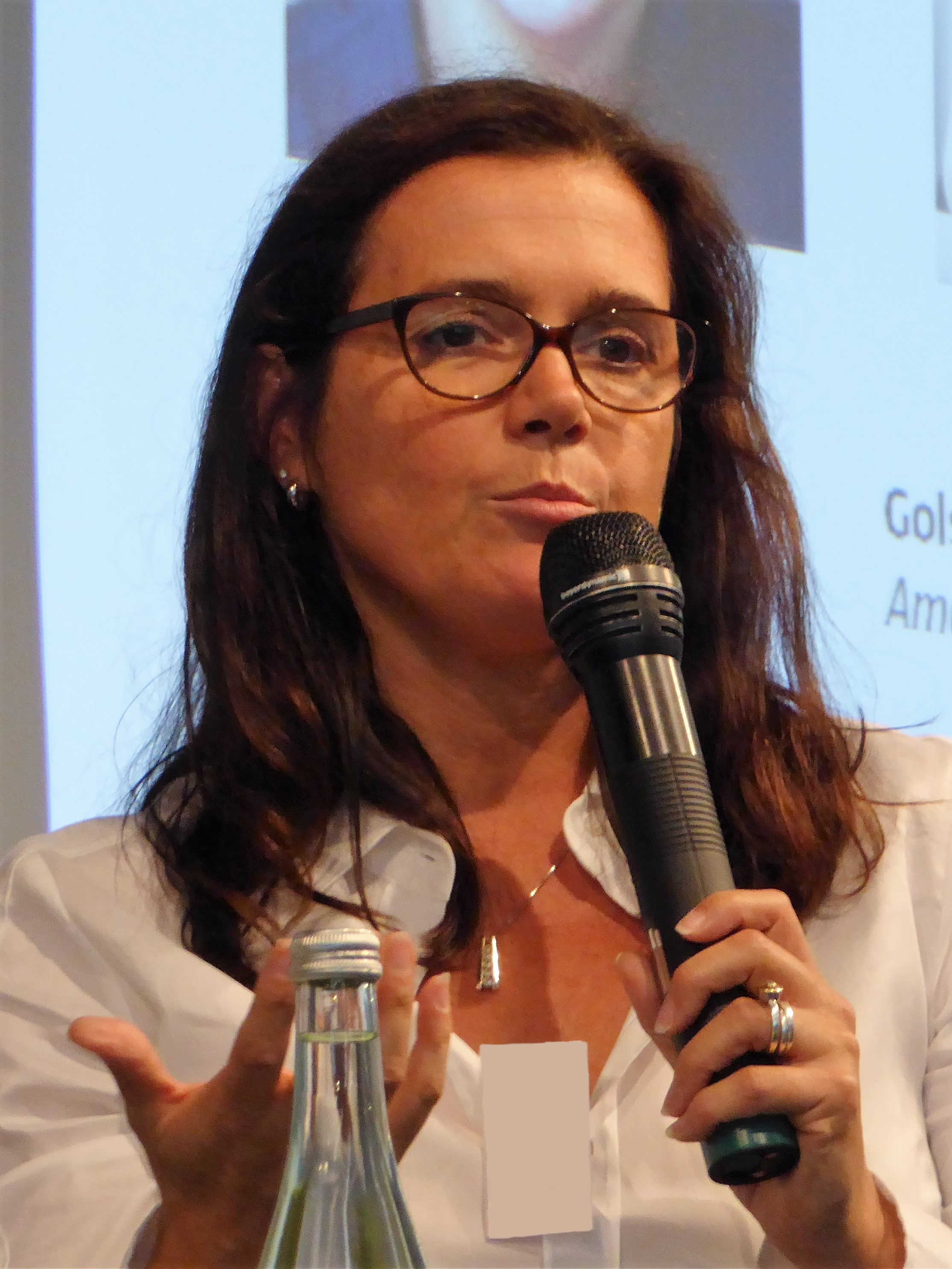
Barbara Junge (2016)

Barbara Junge (* 1968 in Stuttgart) ist eine deutsche Journalistin. Sie leitete als USA-Korrespondentin das Redaktionsbüro des Tagesspiegel in Washington. Junge ist gemeinsam mit Ulrike Winkelmann die Chefredakteurin der taz (Die Tageszeitung).

## Leben
Von 1987 bis 1990 studierte Barbara Junge an der Albert-Ludwigs-Universität in Freiburg im Breisgau Soziologie und Politik. 1993 schloss sie ihr Studium an der Freien Universität Berlin als Diplom-Soziologin ab. Nach einer Ausbildung an der Berliner Journalistenschule arbeitete sie seit 1996 bei der Berliner Tageszeitung (taz), zunächst als Berlin-Korrespondentin, dann als Ressortleiterin für den Berlin-Teil. 2001 wechselte Junge zum Tagesspiegel, wo sie zuerst über die Berliner Landespolitik berichtete, bevor sie in das Politik-Ressort wechselte. Zu ihrer Zuständigkeit zählte die Innenpolitik. Von 2010 an gehörte Junge zum Blattmacherteam des Politikteils. 2013 ging Junge zusammen mit ihrem Lebensgefährten und damaligen Spiegel-Journalisten Holger Stark als USA-Korrespondentin nach Washington, wo sie die Leitung des Büros des Tagesspiegels übernahm und mit ihrer Familie lebte. Ende April 2016 wurde sie stellvertretende Chefredakteurin der taz. Ab dem 1. Mai 2020 war sie nach dem Weggang von Georg Löwisch alleinige Chefredakteurin. Seit dem 1. August 2020 bildet Barbara Junge gemeinsam mit Ulrike Winkelmann eine Doppelspitze.

## Journalistische Arbeiten
Zu Junges Schwerpunkten während ihrer Arbeit bei Tagesspiegel zählte die Berichterstattung über Themen wie die Todesstrafe sowie Bürgerrechte und die Zivilgesellschaft. Des Weiteren hat sie für den Tagesspiegel in Berlin das Thema Datenschutz intensiv begleitet. In den USA schrieb Junge schwerpunktmäßig über die Politik des Weißen Hauses unter Barack Obama. Sie begleitete zudem den Vorwahlkampf bei Demokraten und Republikanern. Seit den Unruhen in Ferguson bei St. Louis im Sommer 2014  berichtete sie über die Diskussion um Polizeigewalt gegen afroamerikanische Jugendliche in den USA mit zahlreichen Berichten und Reportagen.
Verschiedene Recherche- und Stipendienreisen führten sie unter anderem nach Syrien, Israel und in die Türkei. 1998 absolvierte sie das Arthur F. Burns-Fellowship, in dessen Rahmen sie bei der San Diego Union Tribune hospitierte.
Darüber hinaus war Barbara Junge auch für Die Zeit (2009 bis 2015) und die Zeitschrift Cicero (2013) tätig. Im Jahr 2019 war Junge Initiatorin Klima-Offensive der taz sowie des taz Klimahubs.

## Auszeichnung
- 1998:  Arthur F. Burns Preis für ihre Reportage Die Cops von Nebenan über Polizeiarbeit in San Diego[23][24]
- 2024:  gemeinsam mit Ulrike Winkelmann und Kathrin Gottschalk ausgezeichnet als Journalistinnen des Jahres in der Kategorie Chefredaktion national[25]

## Werke
Zusammen mit Julia Naumann und Holger Stark: Rechtsschreiber. Wie ein Netzwerk in Medien und Politik an der Restauration des Nationalen arbeitet (= Antifa-Edition). Elefanten-Press, Berlin 1997, ISBN 978-3-88520-621-7.

## taz-Autorenkürzel
Bei Kurzartikeln in der gedruckten Ausgabe der taz steht das Autorenkürzel BABS für Barbara Junge.